# JR東海383系電聯車
383系是一款屬於東海旅客鐵道（JR東海）的直流電特急型電聯車系列。

## 概要
383系電聯車的開發目的是為了要取代自1974年開始營運於中央西線與篠之井線的381系電聯車，383系與381系同樣是擺式列車，383系採用列車電腦來控制車體傾斜裝置的可控制傾斜技術，與採用自然傾斜技術的381系比較起來改善了過彎的性能以及乘坐的舒適度。
383系由日本車輛製造、川崎重工業以及日立製作所所承造，而原型車在1994年8月出廠，經過各種實驗運行之後的1995年的黃金周開始以特急「信濃」之名營運。量產車於1996年12月陸續完成後，開始運用在定期列車上。1995年獲日本通商產業省（現稱經濟產業省）選定為「優良設計獎」得獎列車，以及在1996年獲鐵道友之會選為第36屆桂冠獎得獎列車之一。

## 規格與構造

### 編組體系
383系的列車編組方式採用動力車與無動力車以一比一的動拖比，動力車全數朝向偶數向連結編組（以東海道本線從東京方向至神戶方向）。383系的動力車輛搭載所有的機電設備，因此所有車輛的型式皆以「383」來編號，因此沒有以偶數型式382型來編號。

### 車體
而為了達到輕量化的目的，383系的車體主要構造採用不鏽鋼製，車頭部分採用碳鋼製。列車的塗裝採用保留不鏽鋼的原色，車體部分採用細條紋塗法，車窗附近則塗上灰黑色，並搭配橘色的色帶。列車的車門在自由座車廂設置兩側車門，而其他的車廂則是設置只設置單側車門。車體的橫切面與車窗部分垂直，而車窗下方的車體為了傾斜機制而往內縮。
依照運輸狀況的變化來進行編組的連結與分離，因此383系部分列車設有通道門
的駕駛車，而通道門採用對開式的嵌入式車門。經常面向長野方向連結的駕駛綠色車廂Kuro383型（基本番台）沒有設置貫通門，而車廂前方設置展望全景專用座位。
383系的內部裝潢，在綠色車廂以藍色系為基礎色調，普通車廂的以灰色系為基礎色調。列車的空間與過去車輛的空間寬敞，座位前後間距在綠色車廂為1,200公釐，普通車為1,000公釐，座椅寬度在綠色車廂為460公釐，普通車為455公釐。車窗的尺寸也擴大到950公釐。
為了提供無障礙乘車環境，在Moha383型（基本番台）提供輪椅座位，以及為了能夠呼叫服務人員在部分車廂以及車門旁設有門鈴。

### 機電

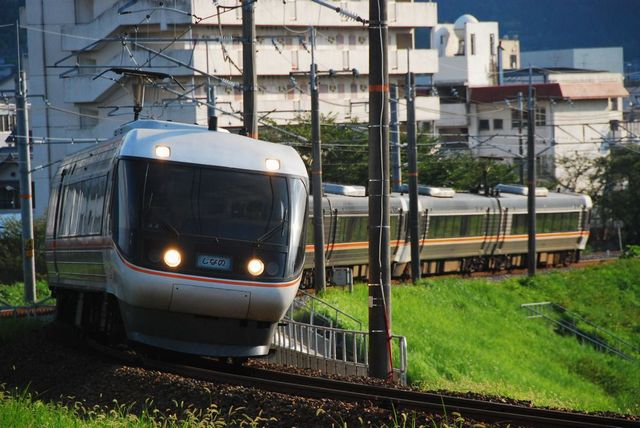
傾斜裝置啟動中
（中央西線 惠那－美乃坂本）

383系的機電系統採用東芝製造的C-MT65型電動機，控制裝置與373系相同採用C-SC35型脈衝寬度調變變頻器（VVVF），而主要變換裝置採用可關斷晶閘管（GTO）。主電動機單組牽引馬達功率為155kW，而每一輛動力車均安裝兩組牽引馬達，以六輛編組為例總輸出功率為1,860kW，相當於2,528匹馬力，列車最高時速為130km/h。集電弓採用C-PS27型單臂式集電弓，令383系是JR東海的在來線首款採用單臂式集電弓的車輛。
為了通過高速過彎，383系搭載滾珠汽缸式傾斜裝置，藉由電腦控制汽缸傾斜動作的可控制傾斜技術。381系的自然傾斜方式在過彎進行車體傾斜時仍然有離心力所產生的延遲傾斜以及持續搖晃的感覺，因此在383系改善之前的缺點，提升乘坐時的舒適度。列車的最高時速為130km/h，比一般的列車時速高於35km/h通過（半徑600公尺）。
集電弓直接設置在車體上方，控制傾斜功能因高架電纜的限制只能在名古屋到長野之間進行作用。集電弓折疊後高度在3,890公釐以下，因此列車能夠以不啟動傾斜機制行駛在建築界限較低的中央本線中津川站以東的身延線。

### 轉向架
383系的轉向架採用無枕梁轉向架，第一層懸吊為軸彈簧，第二層懸吊為空氣彈簧，而避免乘客乘坐時感到不適，以及防止車輛產生蛇行現象而裝設車廂減擺器，而傾斜裝置採用軸承式車體傾斜機制，在過彎時為了抑制來自路線的側壓，因此在單側（車體端側）設置了軸箱，列車同時搭載自動傾斜裝置。動力車使用C-DT61型動力轉向架，無動力車使用C-TR245型轉向架。

### 制軔
383系的制軔系統，採用電子控制式氣軔、再生制軔以及限速制軔，為了避免在列車數量較少的區間制軔失效，而同時設置發電制軔。

### 其他設備
383系的鐵路安全裝置為JR東海所採用的ATS-ST型，補助電源裝置採用C-SC36型靜態式變流器，並設有渦卷式空氣壓縮機。

## 形式說明

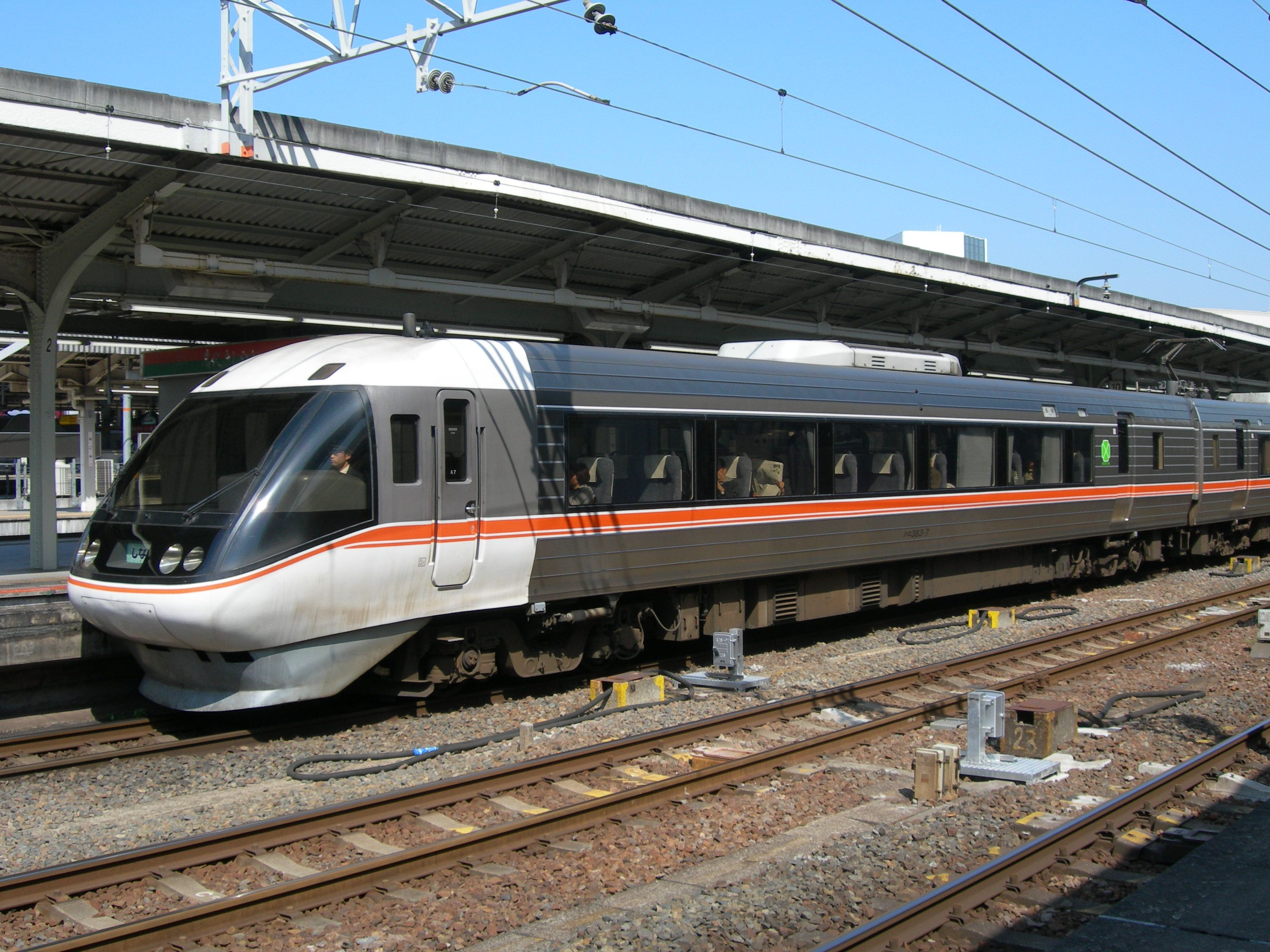
Kuro383型基本番台
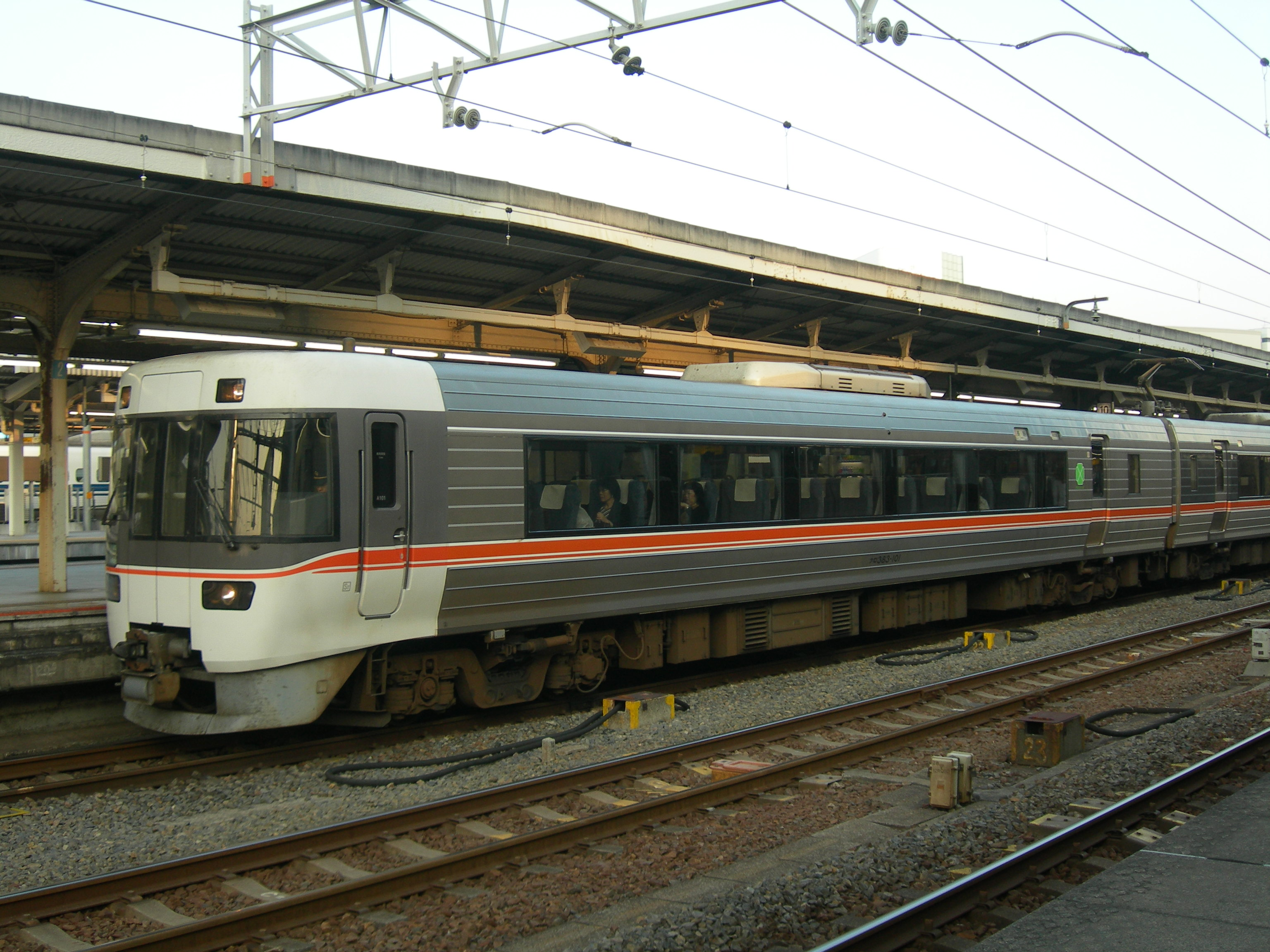
Kuro383型100番台
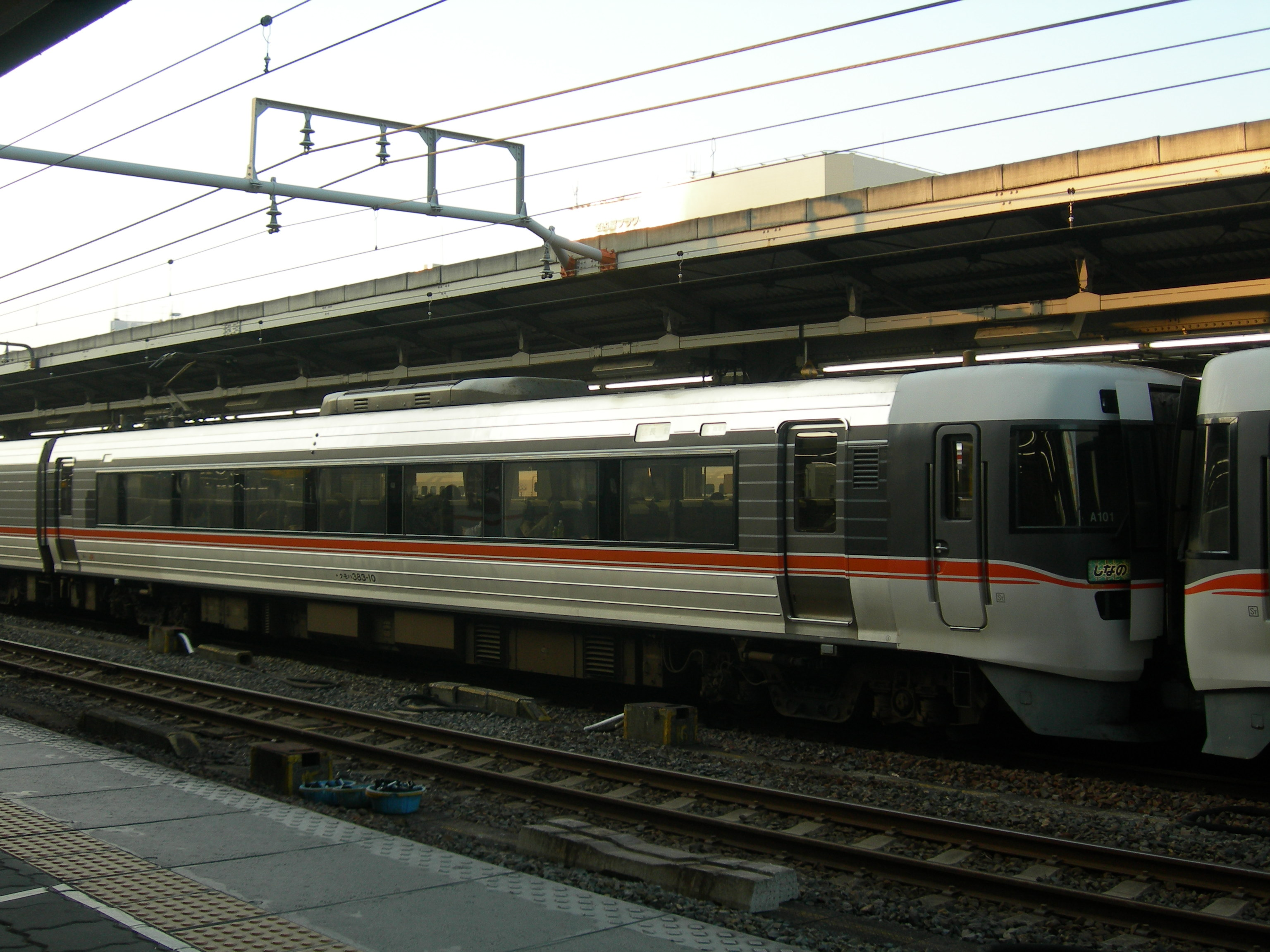
Kumoha383型
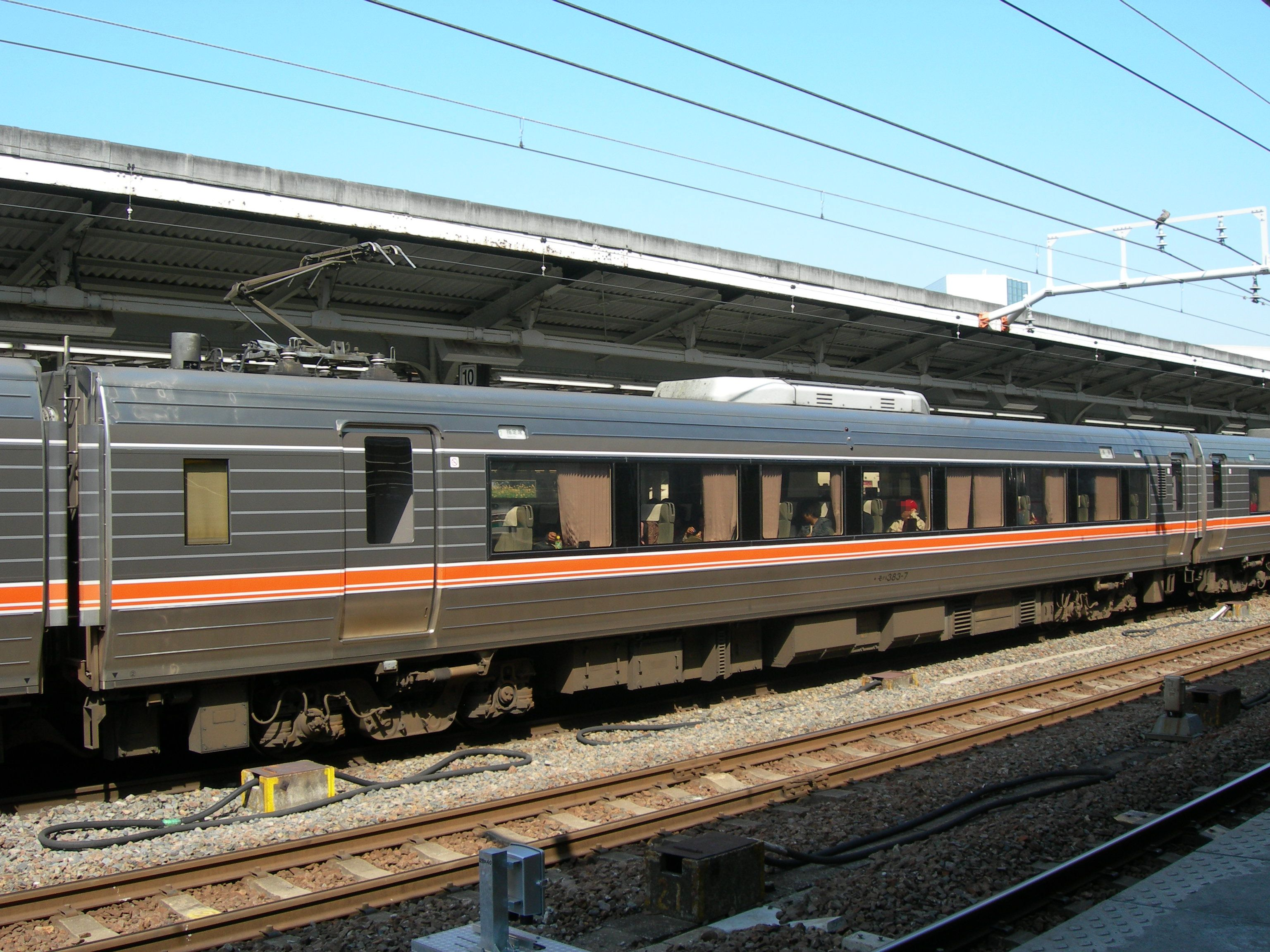
Moha383型
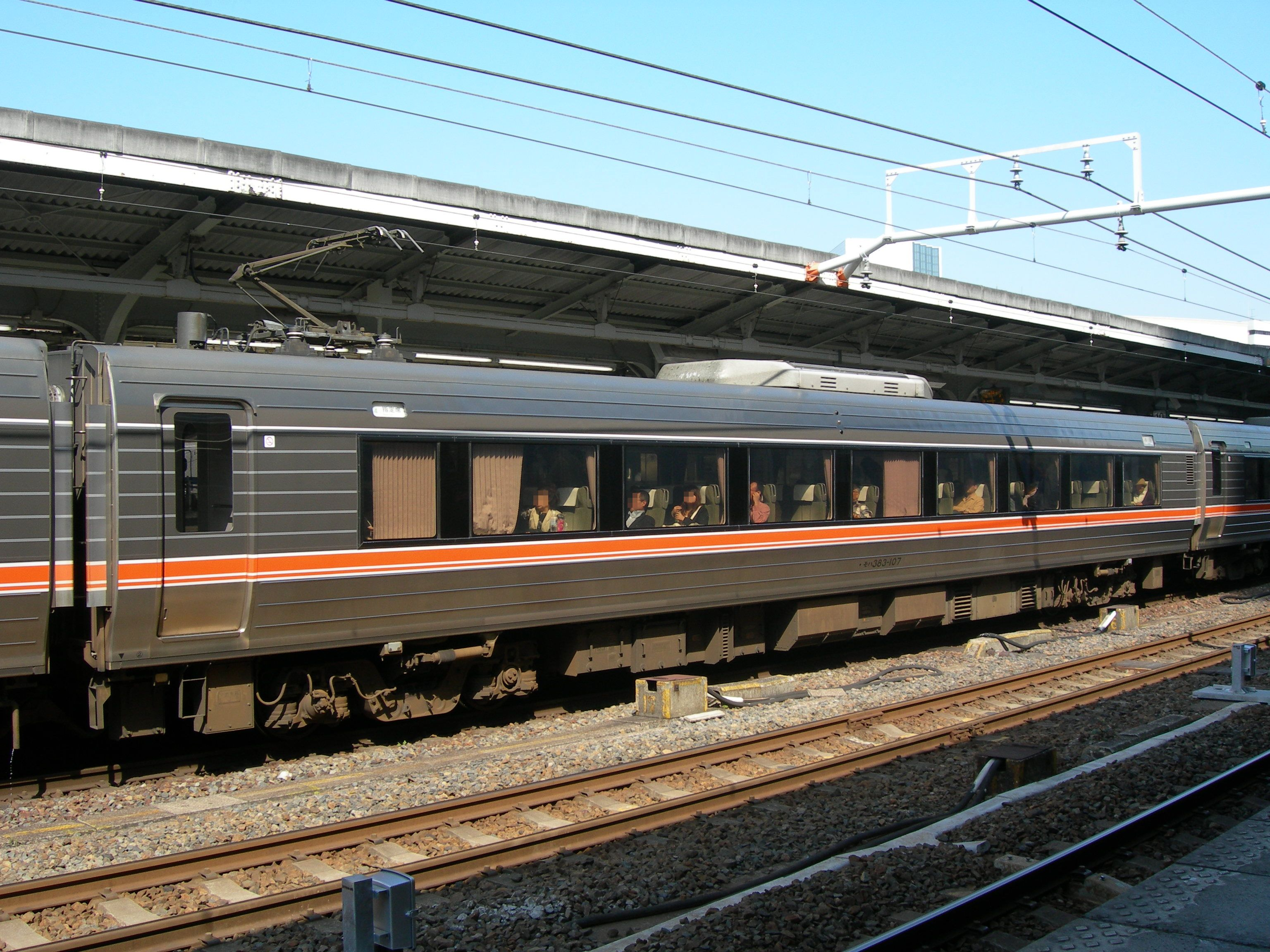
Moha383型100番台
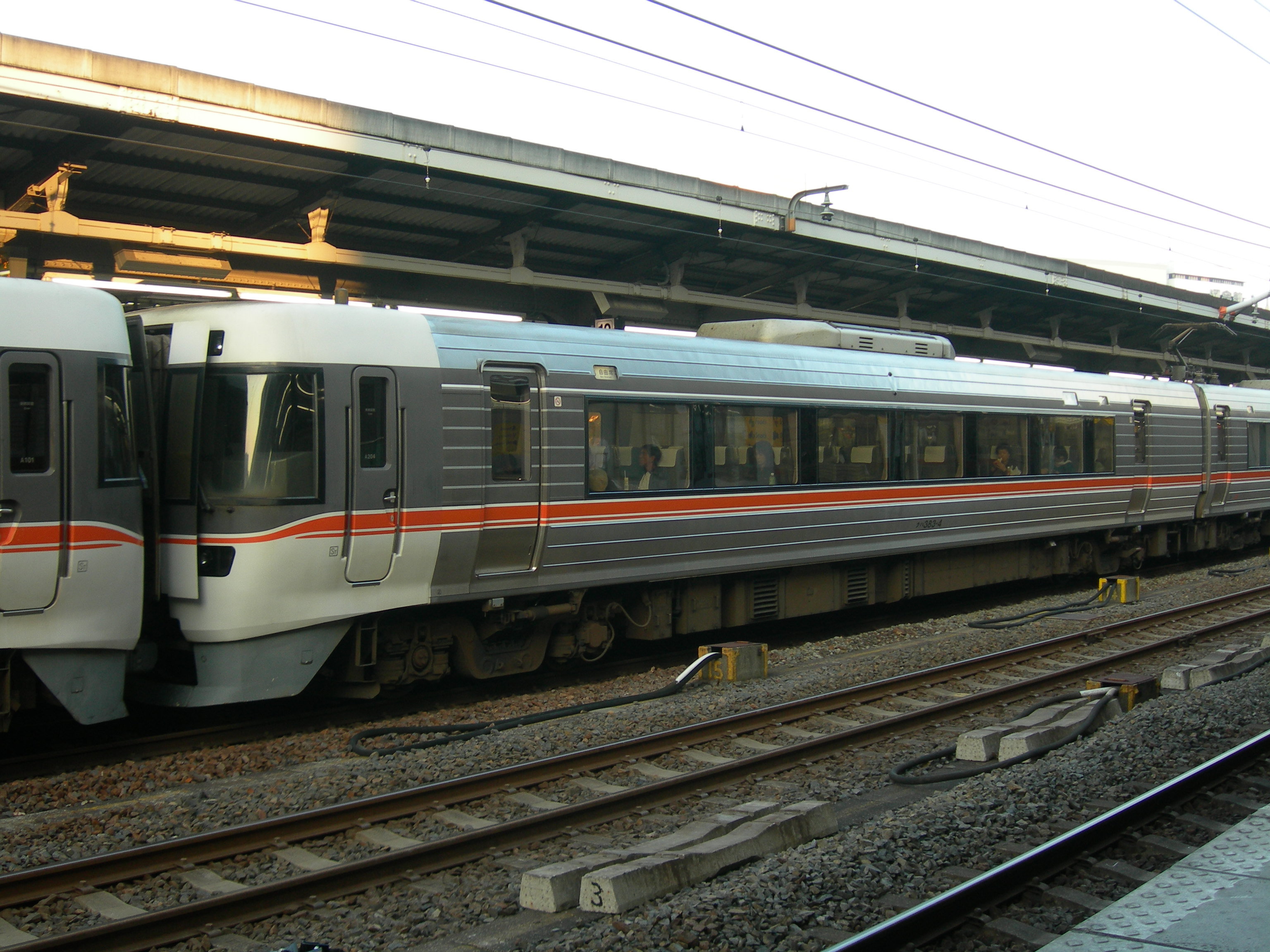
Kuha383型
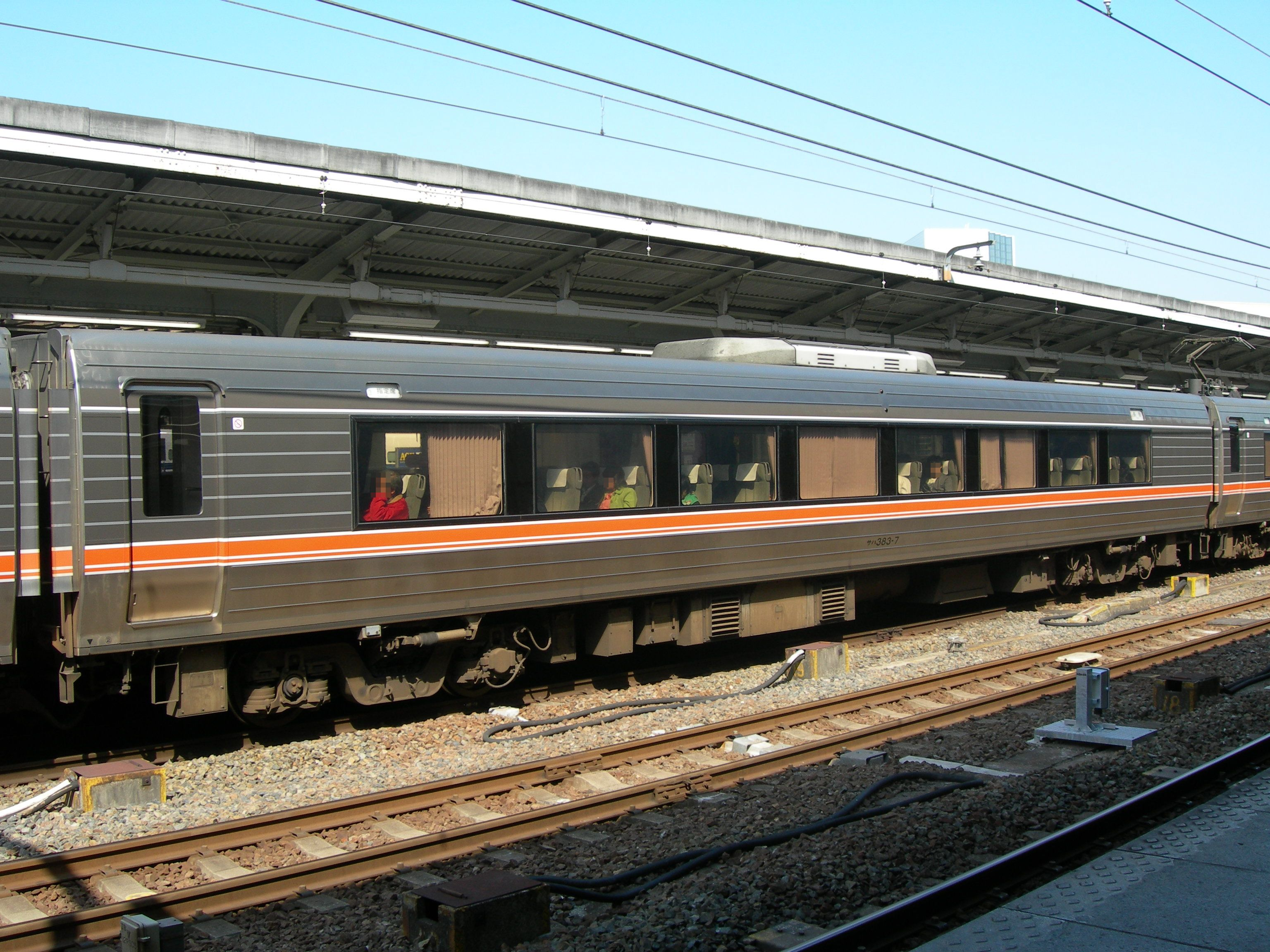
Saha383型
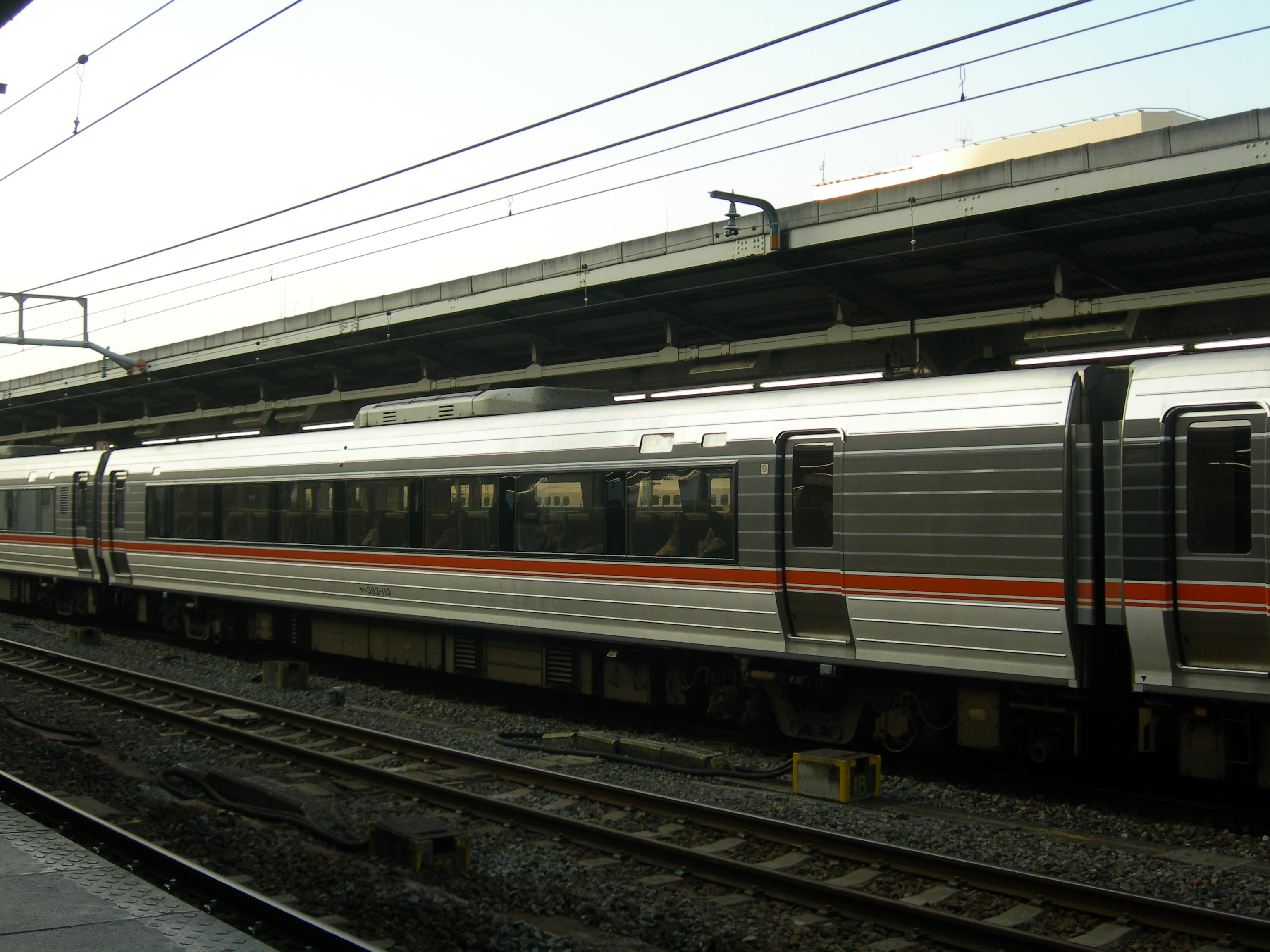
Saha383型100番台

Kuro383型（クロ383形）
設置駕駛座以及綠色車廂，由於設備上的差異有以下的區別。
- 基本番台（Tsc1）
在前端設置全景型的客室，沒有貫通門的設計，載客量為44位，六輛編組面向長野方向開始編組。
- 100番台（Tsc2）
為了能夠混編同型列車而在車頭設置了貫通門，在四輛編組在長野方向開始連結。

Kumoha383型（クモハ383形）（Mc）
配置駕駛座的駕駛動力車，車頭設置了貫通門，前後兩側皆設置車門，載客量為60位。編組面向名古屋方向開始連結編組。
Moha383型（モハ383形）
不含駕駛座的動力車，以六輛以及四輛編組，由於設備上的差異有以下的區別。
- 基本番台（M1）
設置無障礙設施，載客量為59位，前後兩側皆設置車門。
- 100番台（M2）
設置一般座位，載客量為68位，車門只設置一側，只有在六輛編組時才會連結。

Kuha383型（クハ383形）（Tc）
配置駕駛座的無動力車，兩輛編組時面向長野方向開始連結編組，在車廂尾端設置廁所。
Saha383型（サハ383形）
無動力車，以六輛或四輛編組，由於設備上的差異有以下的區別。
- 基本番台（T1）
僅單側設置車門，在車廂尾端設置和式蹲廁。載客量為64位。只有在六輛編組時才會連結。
- 100番台（T2）
前後兩側皆設置車門，在車廂尾端設置洋式坐廁，載客量為60位。

- Kuro383型基本番台
- Kuro383型100番台
- Kumoha383型
- Moha383型
- Moha383型100番台
- Kuha383型
- Saha383型
- Saha383型100番台

## 編組與運用方式

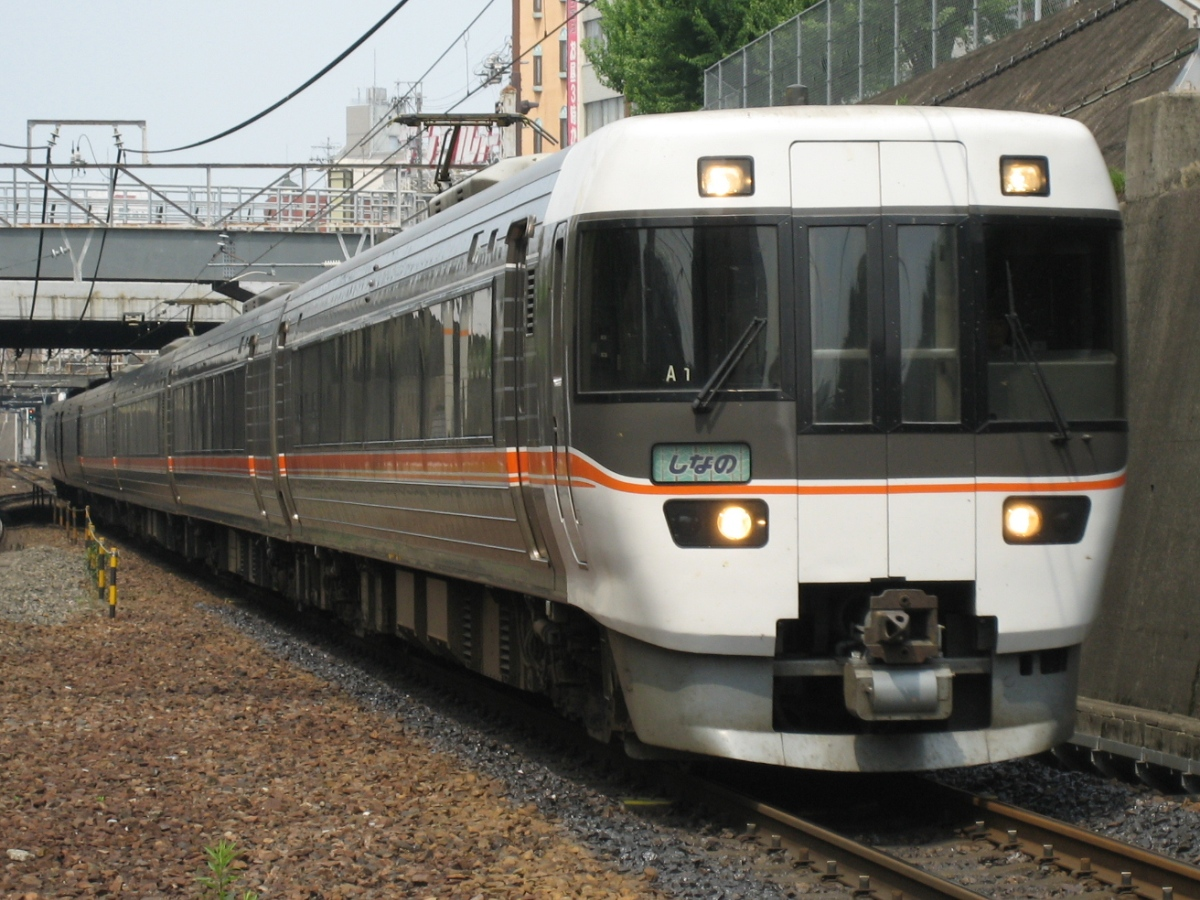
貫通型駕駛車

383系電聯車一共有76輛，全數配置在神領車輛區。
- 「信濃」（名古屋－長野）[12][13]
- 「Home Liner中津川」[14]
- 「Home Liner多治見」[14]
- 「Home Liner瑞浪」[14]

|         |          |             | ←長野方向名古屋方向→ |         |           |           |           |         |
| 6輛編組 | A0編組   | 9組（54輛） | -0 (Tsc1)            | -0 (M1) | -0 (T1)   | -100 (M2) | -100 (T2) | -0 (Mc) |
| 4輛編組 | A100編組 | 3組（12輛） | -100 (Tsc2)          | -0 (M1) | -100 (T2) | -0 (Mc)   |           |         |
| 2輛編組 | A200編組 | 5組（10輛） | -0 (Tc)              | -0 (Mc) |           |           |           |         |

列車編組範例如下所示。
|          | ←長野方向名古屋方向→ |             |             |   |     |     |     |
| 6輛運行  | 6輛（單獨）          | 6輛（單獨） | 6輛（單獨） |   |     |     |     |
| 6輛運行  | 4輛                  | +           | 2輛         |   |     |     |     |
| 8輛運行  | 6輛                  | 6輛         | 6輛         | + | 2輛 |     |     |
| 8輛運行  | 4輛                  | +           | 2輛         | + | 2輛 |     |     |
| 10輛運行 | 6輛                  | 6輛         | 6輛         | + | 4輛 | 4輛 | 4輛 |
| 10輛運行 | 6輛                  | 6輛         | 6輛         | + | 2輛 | +   | 2輛 |
| 10輛運行 | 4輛                  | +           | 2輛         | + | 4輛 | 4輛 | 4輛 |

參考資料：

## 備註
1. ↑  381系是日本國有鐵道（日本國鐵）設計、製造的唯一營業用傾斜式列車，傾斜的原理採用車體的離心力的自然傾斜式，不過車輛過彎時傾斜產生了時間差，因此造成列車傾斜角度有所差異，容易引起暈車的現象。
2. ↑  優良設計獎是由日本通商產業省所評選頒發出來的獎賞，後來改由財團法人「日本産業設計振興會」舉辦。
3. ↑  列車的風擋連結與卸除必須手動進行。
4. ↑  列車預先行駛的路線資料會預先記錄在行車電腦內，從速度感測器以及ATS地面感應器的電波訊號來判斷那個地點需要進行傾斜控制。除了本系列之外，其他採用可控制式傾斜技術的列車運作方式相同。[8]

## 外部連結
- （日語）JR東海車輛圖鑑 383系（JR東海官方網站） （页面存档备份，存于）
- （日語）日本車輛JR東海383系電聯車簡介 （页面存档备份，存于）
- （日語）川崎重工JR東海383系電聯車簡介 （页面存档备份，存于）
- （英文）日立製作所的介紹頁